# Deportivo Power
Deportivo Power var en volleybollklubb (damer) från Lima, Peru som dominerade peruansk och sydamerikansk volleyboll under 1980-talet. 
Klubben bildades av skotillverkaren Bata och vann elva peruanska mästerskap (1980-1989 och 1991) samt fem sydamerikanska mästerskap (1983-1984,1986-1988).